# Arriva Fra' Cristoforo...
Arriva Fra' Cristoforo... (L'auberge rouge) è un film del 1951 diretto da Claude Autant-Lara.

## Trama
Ai primi dell'800, in Francia, i coniugi Maria e Martin impiantano un loro strano commercio in una locanda su una strada solitaria. I viandanti che chiedon loro spizio e una minestra calda, dopo aver ottenuto ogni affettuoso ristoro, non ne escono mai più. I due scannano nel sonno i loro clienti, derubandoli di ogni avere e seppellendoli poi pietosamente nel tranquillo boschetto di castagni. Con loro il servo negro Fetiche e la bella Matilde, che contribuisce a portare avanti il commercio dei genitori adescando i clienti.
Gli ultimi malcapitati sono un gruppo di sei benestanti, che vi ricevono ristoro in una fredda e tempestosa notte d'inverno. Quasi nello stesso istante, il francescano Fra' Cristoforo e il seminarista Jeannou si uniscono al gruppo. La devota e superstiziosa signora Maria, avversa ad uccidere un religioso, mette in guardia il frate in confessione circa l'evento che sta per accadere. Fra' Cristoforo, impossibilitato a riferire esplicitamente agli altri ospiti lo stato delle cose, non riesce a impedire loro di passare la notte nella locanda. Prima di ritirarsi nelle proprie stanze, Fetiche offre loro una bevanda calda con all'interno un potente sonnifero; Fra' Cristoforo evita l'infuso e tenta di svegliare gli altri, ma invano. Trova però Jeannou che amoreggia con Matilde; sfrutta così la situazione convincendo Martin a far sposare i due ragazzi, forte del fatto che Jeannou è figlio di un potente giudice. Organizzata all'istante la cerimonia, il frate riesce a temporeggiare la funzione con una lunghissima omelia fino al mattino, sino all'arrivo di due gendarmi alla ricerca di un suonatore di organetto scomparso. La scimmietta del musicante, recuperata nel bosco dai due gendarmi, scopre l'organetto nel fienile della locanda, e in seguito il corpo dello scomparso viene rinvenuto senza vita all'interno del pupazzo di neve sul retro del giardino. I coniugi vengono così arrestati mettendo finalmente in salvo la comitiva; Matilde non viene incolpata e può così proseguire la vita al fianco di Jeannou.

## Produzione
Il film si ispira a una storia vera che ebbe luogo a pochi chilometri dal comune di Lanarce intorno al 1830. Per quasi 23 anni i coniugi locandieri Pierre Martin e Jean Rochette derubarono e assassinarono più di 50 viandanti. Nel giugno 1833 vennero condannati alla ghigliottina su cui vennero giustiziati il 2 ottobre dello stesso anno
Contrariamente a quanto indica il titolo originale, il film non è correlato al romanzo omonimo di Honoré de Balzac.

## Edizione italiana

### Censura
Nell'edizione italiana vennero censurate due frasi:
- "Toh!.... dei cacciatori!... Ah ci vorrebbe un buon leprotto. - Ora pro nobis! ...O anche una frittata al prosciutto. - Ora pro nobis!"
- "Se si riunissero tutte le tibie di San Francesco Re che vi fan vedere nelle Chiese, non sarebbe più un Santo, sarebbe un millepiedi"[3]

### Scene eliminate
Oltre alle sequenze contenenti i due dialoghi sopracitati,  l'edizione italiana venne accorciata dai distributori italiani di circa 17 minuti eliminando o accorciando diverse scene, riportate di seguito:
- I titoli di testa dell'edizione francese sono due minuti più lunghi; inoltre è presente una canzone eseguita da Yves Montand, sostituita nell'edizione italiana dalla narrazione di Stefano Sibaldi.
- La scena della caccia alla scimmietta è tagliata di oltre due minuti.
- La traversata sulle montagne di Fra' Cristoforo e Jeannou è tagliata di alcuni secondi.
- L'occultamento del cadavere del suonatore d'organetto è tagliata di oltre un minuto.
- È assente la scena in cui Jeannou s'inginocchia scusandosi con Dio dopo aver baciato Mathilde.
- La scena della confessione di Maria in due diverse sequenze, della durata di oltre sette minuti, è quasi interamente assente e presenta un differente montaggio.
- La scena di Jeannou e Mathilde nel fienile è accorciata di mezzo minuto.
- La scena di Fra' Cristoforo che cerca di fuggire dalla locanda e viene schernito dagli altri ospiti è tagliata di quasi due minuti e presenta un differente montaggio.
- È assente una brevissima sequenza in cui un'ospite, stordita dall'infuso col sonnifero, chiama Fra' Cristoforo Cherie!.
- La sequenza del passaggio dei due gendarmi sul ponte è brevemente accorciata.
- Le due sequenze in cui Martin minaccia Fra' Cristoforo con la pistola durante il matrimonio sono interamente eliminate.
- La sequenza del rinvenimento del cadavere dentro il pupazzo di neve è brevemente accorciata.
- La scena finale del crollo del ponte al passaggio della diligenza è montata in modo che si pensi che il crollo non interessi la comitiva, aiutata da dialoghi del tutto differenti. L'edizione francese invece fa intendere il perimento dei malcapitati col frate che corre, cercando aiuto, attraverso una collinetta; sequenza eliminata nell'edizione italiana.